# D. J. Burns
Dwight Keith "D. J." Burns Jr.  (Rock Hill, Carolina del Sur; 13 de octubre de 2000) es un baloncestista estadounidense que pertenece a la plantilla de los Goyang Sono Skygunners de la KBL de Corea del Sur. Con 2,06 metros de estatura, juega en la posición de ala-pívot o pívot.

## Trayectoria deportiva

### Universidad
Se comprometió a jugar baloncesto universitario para Tennessee en junio de 2018, eligiendo a los Voluntarios en lugar de las ofertas de South Carolina y Virginia. Durante su primer año no compitió, y aprovechó la circunstancia para perder peso. Después de una temporada en la que no llegó a debutar, fue transferido los Eagles de la Universidad Winthrop, y recibió una exención para su elegibilidad inmediata. Jugó tres temporadas con los Eagles, en las que promedió 12,5 puntos, 4,0 rebotes y 1,0 asistencias por partido. En su primera temporada fue elegido freshman del año de la Big South Conference, tras promediar 11,9 puntos y 4,1 rebotes por partido. Ya en su tercera temporada fue elegido Jugador del Año de la Big South.
En mayo de 2022 anunció que jugaría con los Wolfpack de la Universidad Estatal de Carolina del Norte, en la Atlantic Coast Conference. Allí dusputó dos temporadas, en las que promedió 12,7 puntos y 4,4 rebotes por partido. El 16 de marzo de 2024 fue nombrado MVP del Torneo de la ACC después de llevar a NC State a su primer título de conferencia desde 1987. Burns anotó 20 puntos, repartió 7 asistencias y acertó el único triple de su carrera universitaria en la final del campeonato contra sus vecinos de North Carolina.

#### Estadísticas
| Año     | Equipo    | PJ       | PT       | MPP      | %TC      | %3P      | %TL      | RPP      | APP      | ROB      | TPP      | PPP      |
| ------- | --------- | -------- | -------- | -------- | -------- | -------- | -------- | -------- | -------- | -------- | -------- | -------- |
| 2018–19 | Tennessee | Redshirt | Redshirt | Redshirt | Redshirt | Redshirt | Redshirt | Redshirt | Redshirt | Redshirt | Redshirt | Redshirt |
| 2019–20 | Winthrop  | 33       | 16       | 17.5     | .583     | .000     | .571     | 4.1      | 1.2      | .5       | .7       | 11.9     |
| 2020–21 | Winthrop  | 25       | 24       | 15.7     | .582     | .000     | .610     | 3.4      | .6       | .6       | .5       | 10.1     |
| 2021–22 | Winthrop  | 32       | 27       | 20.9     | .626     | .000     | .646     | 4.5      | 1.1      | .5       | .4       | 15.0     |
| 2022–23 | NC State  | 34       | 22       | 22.9     | .561     | .000     | .615     | 4.8      | 1.5      | .7       | .9       | 12.9     |
| 2023–24 | NC State  | 41       | 40       | 24.8     | .531     | .200     | .680     | 4.0      | 2.9      | .4       | .6       | 12.5     |
| Total   | Total     | 165      | 129      | 20.8     | .573     | .009     | .629     | 4.2      | 1.6      | .5       | .6       | 12.6     |

### Profesional
Tras no ser elegido en el Draft de la NBA de 2024, se unió a la plantilla de los Cleveland Cavaliers para disputar las Ligas de Verano de la NBA. El 14 de septiembre fichó por los Goyang Sono Skygunners de la Korean Basketball League para remplazar a Jarnell Stokes.